# Невин Хасан
Невин Халил Хасан е български политик. Народен представител от парламентарната група на ДПС в XLII народно събрание. Член на ЦС на ДПС. Занимава се с частен бизнес.

## Биография
Невин Хасан е родена на 10 август 1968 година в село Сокол. Завършва специалност „Икономика“ в УНСС, София. Била е председател на Общинския съвет на ДПС в Дулово.
На парламентарните избори през 2013 година е избрана за народен представител в XLII НС от листата на ДПС в 20-и МИР Силистра.